# Minnesota Public Radio
Minnesota Public Radio (MPR) ist die öffentlich-unabhängiger Rundfunkgesellschaft des US-Bundesstaates Minnesota. MPR produziert mehrere Radioprogramme und betreibt ein Netzwerk von 45 Radio-Stationen, mit dem fast jeder Teil Minnesotas sowie Teile der Nachbarstaaten abdeckt wird. Nach eigenen Angaben erreicht MPR wöchentlich rund 900.000 Hörer. Erklärtes Ziel ist es, die Communitys in Minnesota zu stärken und mit einem umfangreichen und vielfältigen Kultur- und Nachrichtenprogramm zu versorgen.

## Geschichte
Das Minnesota Public Radio begann 1967 in Collegeville, Minnesota, nachdem es sich als eigenständige Einrichtung von der Radiostation der St. John’s University gelöst hatte. 1969 war MPR Gründungsmitglied des National Public Radio (NPR) in Washington, D.C. Im gleichen Jahr etablierte MPR das „Radio Talking Book“ das US-weit erste Format für Sehbehinderte und blinde Menschen. 1974 startete das legendäre Programm A Prairie Home Companion auf KNOW von MPR. Heute übernehmen 486 Stationen das Programm in den ganzen USA.
Mitte der 1990er Jahre erreichte MPR den Status eines des am besten flächendeckend arbeitenden Networks in seinem Sendegebiet: Die Sender von MPR decken 98 % der geographischen Fläche Minnesotas ab und erreichen darüber hinaus sieben weitere US-Bundesstaaten sowie etliche Provinzen Kanadas.

## Programme
Neben dem Hauptprogramm „The Current“ kam in den 1990er Jahren der Klassik-Kanal MPR-Klassik Network und das Nachrichtenprogramm MPR News hinzu. Derzeit produziert MPR drei Voll-Programme.
MPI beschäftigt über 230 Mitarbeiter und ist damit das bundesweit größte Public-Radio-Netzwerk. New York Public Radio, das u. a. WNYC betreibt, ist der zweitgrößte Sender und beschäftigt in New York rund 110 Mitarbeiter.

## Auszeichnungen
Minnesota Public Radio gewann im Laufe seiner Geschichte mehr als 875 Journalismus-Preise, darunter der renommierte Peabody Award, den RTNDA Edward R. Murrow Award und den Corporation for Public Broadcasting Award sowie den Alfred I. duPont-Columbia University Gold Baton Award.

## Stationen
MPR betreibt derzeit 45 Stationen unterschiedlicher Größe und Reichweite auf UKW und Mittelwelle.

### The Current (Hauptprogramm)
| Standort     | Rufzeichen         | Frequenz (UKW/MHz)   |
| ------------ | ------------------ | -------------------- |
| Austin       | KCMP (Hauptsender) | 103,9                |
| Duluth       | W215CG (Umsetzer)  | 90,9 und 100,5 (HD2) |
| Ely          | W267BV (Umsetzer)  | 101,3                |
| Saint Claude | KNSR               | 88,9 (HD2)           |
| Grand Rabits | KGRP               | 89,7                 |
| St. Paul     | KNOW               | 91,1                 |

### MPR Klassik Network
KSJN, Flaggschiff-Station von MPRs Klassik-Network, sendet vom KMSP-Tower in Shoreview.